# Misanteca parvifolia
Misanteca parvifolia là loài thực vật có hoa trong họ Nguyệt quế. Loài này được (Lam.) Lundell miêu tả khoa học đầu tiên năm 1969.